# Rue vieille du temple
«Rue vieille du temple» es una canción grabada por el cantante mexicano León Larregui. Se lanzó el 11 de marzo de 2016 como la undécima pista de su segundo álbum de estudio Voluma.
Fue escrita por Larregui, y producida por Rob Coudert y Adan Jodorowsky. Logró posicionarse en el número 4 en las listas de la radio del Top 40 Charts en Chile y el número 61 en el Top 100 Pop Songs de la radio en España. Además una versión en vivo fue grabada junto a la cantante Mon Laferte que alcanzó más de 70 millones de reproducciones en Spotify mientras que la versión de estudio logró más de 30 millones.

## Composición y letra
La canción aborda la introspección y la conexión afectiva en una relación interpersonal. La letra utiliza recursos metafóricos para ilustrar la influencia de la relación en el estado emocional del narrador, destacando un tránsito desde el conflicto interno hacia la tranquilidad y el optimismo. La repetición de frases como «me haces volar» y «me haces soñar» enfatiza el efecto transformador de la interacción afectiva, mientras que el cierre alude a la importancia de mantener un equilibrio entre los ideales y la realidad compartida.

## Video musical
No se lanzó ningún vídeo musical oficial para «Rue vieille du temple», pero un vídeo en vivo fue publicado el 23 de marzo de 2017 en la plataforma digital YouTube, a dueto con la cantante chilenomexicana Mon Laferte, desde su publicación ha alcanzado más de 100 millones de reproducciones.

## Lista de canciones

### Descarga digital
| Rue vieille du temple — Sencillo |                         |          |  |
| N.º                              | Título                  | Duración |  |
| 1.                               | «Rue vieille du temple» | 3:51     |  |

## Listas

### Semanales
| País   | Lista                     | Mejor posición | Ref.  |
| ------ | ------------------------- | -------------- | ----- |
| Chile  | Top 40 Charts (Radio)     | 4              | [ 2 ] |
| España | Top 100 Pop Songs (Radio) | 61             | [ 3 ] |